# Goodbye Cruel World (chanson de Pink Floyd)
Pour les articles homonymes, voir Goodbye Cruel World.
Pistes de The Wall
Another Brick in the Wall (Part 3) Hey You
Goodbye Cruel World est une chanson du groupe de rock progressif britannique Pink Floyd. Elle apparaît sur l'album The Wall sorti en 1979.
Durant la tournée de l'album The Wall, un mur était placé devant la scène avec une brique manquante. Pendant que Roger Waters chantait (et que l'on voyait à travers le trou du mur), une brique était suspendue dans les airs pour que finalement au mot goodbye, la brique se loge dans le mur à ce moment complet.

## Composition
La chanson est assez calme, comparée à la chanson précédente, Another Brick in the Wall (Part 3), et certains effets sonores, comme des bruits de la nature, sont entendus. La chanson est en ré majeur, et comporte une mesure en quatre temps (4/4).

## Analyse des paroles
Comme toutes les chansons de The Wall, Goodbye Cruel World raconte une partie de l'histoire de Pink, le personnage principal de l'album. Le dernier mot de cette chanson est Goodbye (« au revoir »), signifiant que Pink finit le mur et s'y enferme. ("The Wall"). La chanson, en français, veut dire au revoir monde cruel (Goodbye Cruel World). Roger Waters, l'auteur de la chanson, explique :
« Il se passe la chose suivante. Depuis le début de One of My Turns, quand la porte s'ouvre jusqu'à la fin de la troisième face (la fin de Comfortably Numb), le décor est une chambre d'hôtel américaine. Donc, quand la groupie s'en va à la fin de One of My Turns, il chante pour personne. Il s'adresse aux femmes, d'une certaine façon. C'est une sorte de chanson coupable. À la fin de ça, il est dans sa chambre avec sa télé, et il y a cette sorte de symbole génial de la télé, et puis ressurgit en lui un peu de cette violence, et il dit « Merde, je n'ai pas besoin de vous. » Et il chante « All in all, you are just bricks in the wall. Alors il se convainc que son isolement est enviable. Goodbye Cruel World termine la deuxième face de l'album et laisse Pink dans un état second. Quand il chante Goodbye Cruel World, j'ai vu ce qui arrive aux gens, et Goodbye Cruel World est cette sorte de sentiment. Il est dans un état de catatonie, si tu veux. C'est la fin et il repart et il ne bougera pas. Voilà. Il en a assez. C'est la fin. Donc, à la fin de la deuxième face, il est fini. C'est terminé maintenant. C'est construit, pour ma part, depuis la Seconde Guerre mondiale, mais pour n'importe qui d'autre c'est quand ils veulent. S'ils se sentent isolés des autres ou aliénés, alors c'est depuis quand tu veux. »

## Musiciens
- Roger Waters - basse, chant
- Richard Wright - synthétiseurs